# Bruno Merk

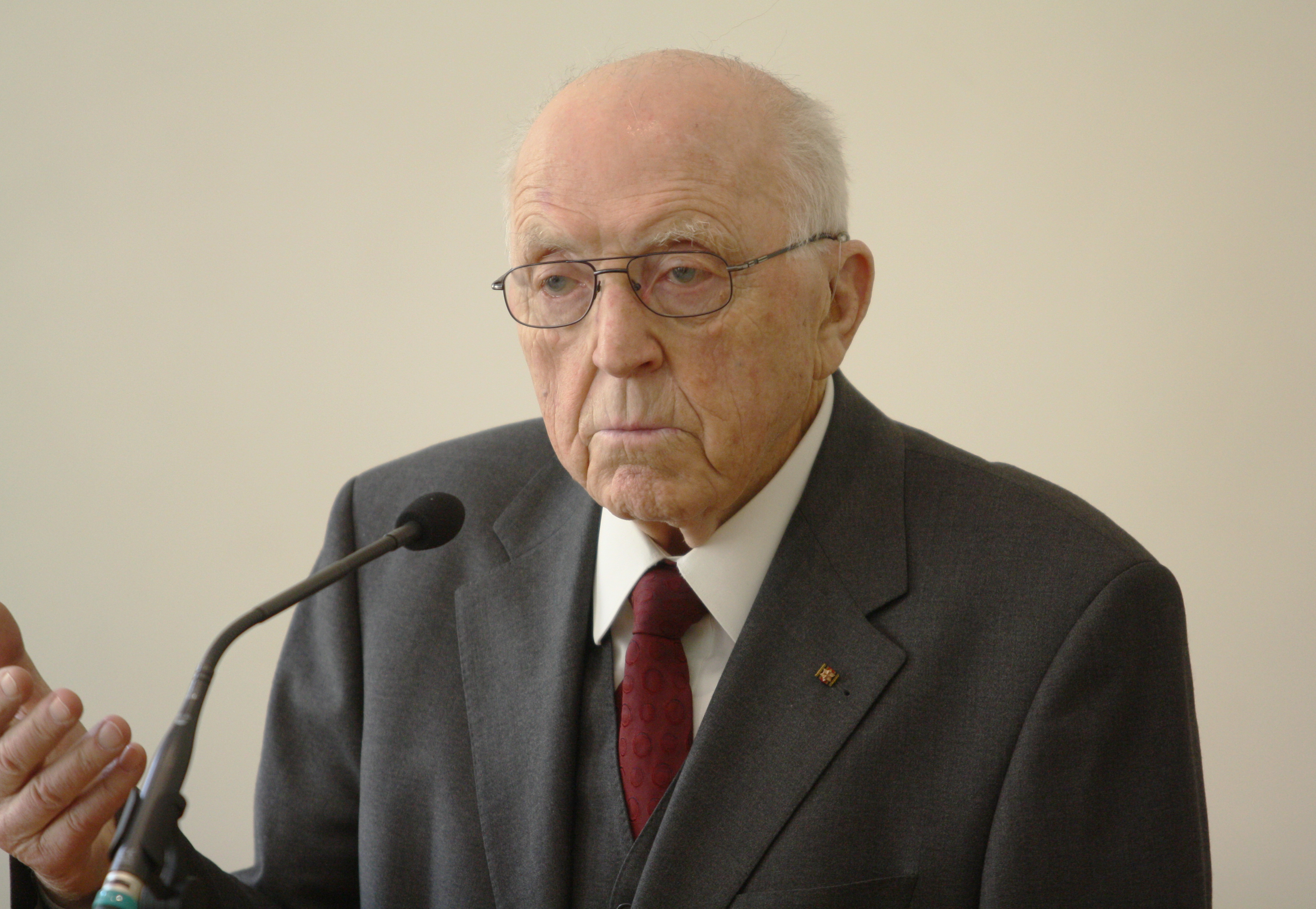
Bruno Merk (April 2012)

Bruno Merk (* 15. April 1922 in Großkötz; † 13. März 2013 in Günzburg) war ein deutscher Politiker (CSU). Unter anderem war er Innenminister von Bayern.

## Leben
Im Zweiten Weltkrieg verlor Merk 1944 als Kompanieführer bei Warschau den linken Arm. Er studierte nach dem Krieg Rechts- und Staatswissenschaften in München, wurde dort zum Dr. jur. promoviert und trat in den bayerischen Staatsdienst ein.

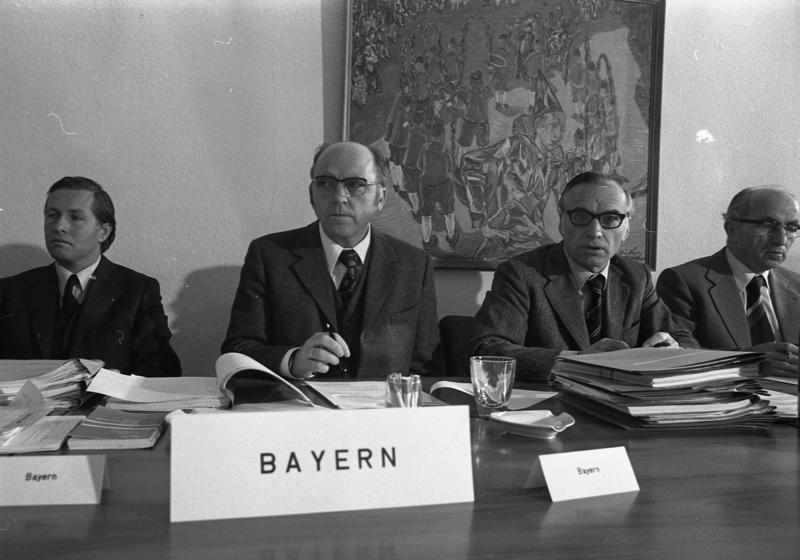
Bruno Merk (2. von links) 1973 auf der Innenministerkonferenz der Länder

Merk war von 1958 bis 1977 Mitglied des Bayerischen Landtages. Von 1960 bis 1966 war er Landrat des Landkreises Günzburg und vom 5. Dezember 1966 bis zum 31. Mai 1977 Bayerischer Innenminister im Kabinett von Alfons Goppel. Nach seinem Ausscheiden aus der Staatsregierung war er Präsident des Bayerischen Sparkassen- und Giroverbandes. Von 1985 bis 1990 war er Präsident des Bayerischen Roten Kreuzes und von 1986 bis 1991 Mitglied des Bayerischen Senats. Bei der Geiselnahme von München 1972 leitete Merk den Krisenstab und bot sich außerdem als Ersatzgeisel an. Er war auch Initiator der Gebietsreform in Bayern.
Über viele Jahre engagierte Merk sich in der Bildungsarbeit des Kolpingwerkes. Zu seinem 80. Geburtstag verlieh ihm die Universität Ulm den Titel eines Ehrensenators. Er gründete bei dieser Gelegenheit eine Stiftung für politische Bildung als Zustiftung zur Kolpingstiftung-Rudolf-Geiselberger. Zum 90. Geburtstag wurde er 2012 im Innenministerium und vom Landkreis Günzburg jeweils mit einem Festakt geehrt.
Wegen des Führungsstils von Ministerpräsident Horst Seehofer und der Zustimmung der CSU zum Atomausstieg nach der Nuklearkatastrophe von Fukushima trat er aus der CSU aus.

## Auszeichnungen
- 1965: Bayerischer Verdienstorden
- 1967: Verdienstkreuz am Bande
- 1969: Großes Bundesverdienstkreuz mit Stern (1973)[4] und Schulterband (1975)
- 1986: Bayerische Verfassungsmedaille in Gold
- 1989: Bayerische Staatsmedaille für soziale Verdienste
- 1999: Ritter des Päpstlichen Ritterordens des heiligen Gregors des Großen[5]